# Palmas Futebol e Regatas
El Palmas Futebol e Regatas es un equipo de fútbol de Brasil que juega en el Campeonato Tocantinense de Segunda División, la segunda división de fútbol del estado de Tocantins.

## Historia
Fue fundado el 31 de enero de 1997 en la ciudad de Palmas del estado de Tocantins tomando el lugar del Sociedade Esportiva Canela fundado en 1991.
Es el primer equipo de fútbol profesional del estado de Tocantins y su primer partido oficial fue el 31 de marzo de 1997 por el Campeonato Tocantinense donde perdió 1-2 ante el Interporto FC, y su primero gol anotó el delantero Belziram José de Sousa. En su primera temporada en liga terminó en quinto lugar, mientras que en la copa estatal llegó a las semifinales donde fue eliminado por el AA Alborada, lo que le alcanzó para jugar en el Campeonato Brasileño de Serie C por primera vez en su historia en 1997, repitiendo el mismo logro un año después.
Al llegar al siglo XXI comenzaron a llegar los títulos al club, ya que en el año 2000 ganaron su primer título de liga estatal en una temporada en la que solo perdieron un partido, iniciando un dominio que lo llevó a ser tricampeón estatal y su regreso a la tercera división nacional por las siguientes dos temporadas, destacando en la temporada 2003 en la que termina en séptimo lugar de la tercera división nacional, y después logra ganar el título estatal más adelante en 2004 y 2007. En 2004 consigue su logro más importante al llegar hasta la ronda de los cuartos de final de la Copa de Brasil donde fue eliminado por el Clube 15 de Novembro.
En 2010 el club desciende de la primera división estatal por primera vez tras quedar en último lugar de la liga con solo una victoria, aunque regresó la temporada siguiente como subcampeón de la segunda categoría de ese mismo año, 2010. Volvió a perder la categoría estatal en 2012, mismo año que vuelve a recuperar la categoría. En 2016 volvió a correr con la misma mala suerte, aunque en esta oportunidad no pudo ascender ese mismo año, así que tuvo que esperar al año siguiente para poder regresar al Campeonato Tocantinense de 2018.
En 2018, tras su regreso al Campeonato Tocantinense, gana su sexto título estatal, lo que lo convierte en uno de los equipos más ganadores del estado de Tocantins. Repitió con el título en 2019 y 2020.
Participó de las ediciones 2019, 2020 y 2021 de la Serie D, producto de sus 3 títulos estatales. Tuvo éxito nulo en cada una de ellas, quedando eliminado en fase de grupos en cada una de las ediciones, siendo la de peor rendimiento la del 2020, en la cual perdió todos sus partidos disputados, un total de 14. 
El 24 de enero de 2021, mientras disputaban el Campeonato Tocantinense 2020 y la Copa Verde 2020, el club sufrió un accidente aéreo, en el cual fallecieron el presidente del club (Lucas Meira), cuatro jugadores del equipo y el piloto del avión.
En el Campeonato Tocantinense 2022 estuvieron a punto de perder la categoría por cuarta vez en su historia, aunque evitarían el descenso en la última fecha, tras empatar 1-1 de local ante el líder del torneo, Capital, mientras que su rival directo por el descenso, NC/Paraíso, perdió de visita por 3-1 ante el ya descendido Araguacema, salvando la categoría por diferencia de goles.
En 2023, cuatro días antes dar inicio al Campeonato Tocantinense de ese año, el club decidió no participar del torneo, tras enviar una nota a la Federação Tocantinense de Futebol (FTF), donde resaltó que no participarían por motivos ajenos al deporte. Tras esta decisión, la FTF decidió suspenderlos de poder participar en el Campeonato Tocantinense por un lapso de dos años, descenderlos a Segunda División, además de imponerles una multa de 20 mil reales brasileños (aproximadamente 4 mil dólares estadounidenses).

## Accidente Aéreo
En 2021 el equipo sufre un accidente aéreo en el cual fallecieron el presidente del club y cuatro jugadores de la plantilla.

## Palmarés
- Campeonato Tocantinense: 8

2000, 2001, 2002, 2004, 2007, 2018, 2019, 2020

## Jugadores

### Jugadores destacados
- Lucca